# 马克西米利安街 (奥格斯堡)

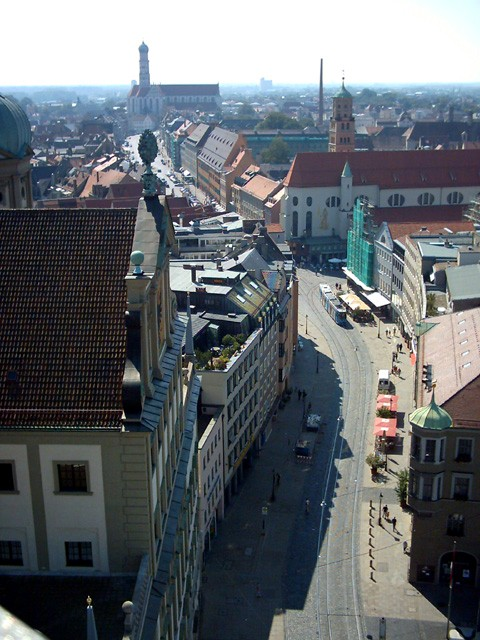
从佩拉赫塔的方向看马克西米利安街

马克西米利安街（Maximilianstraße）位于奥格斯堡老城，是德国南部最具艺术性的古老街道之一。

## 历史

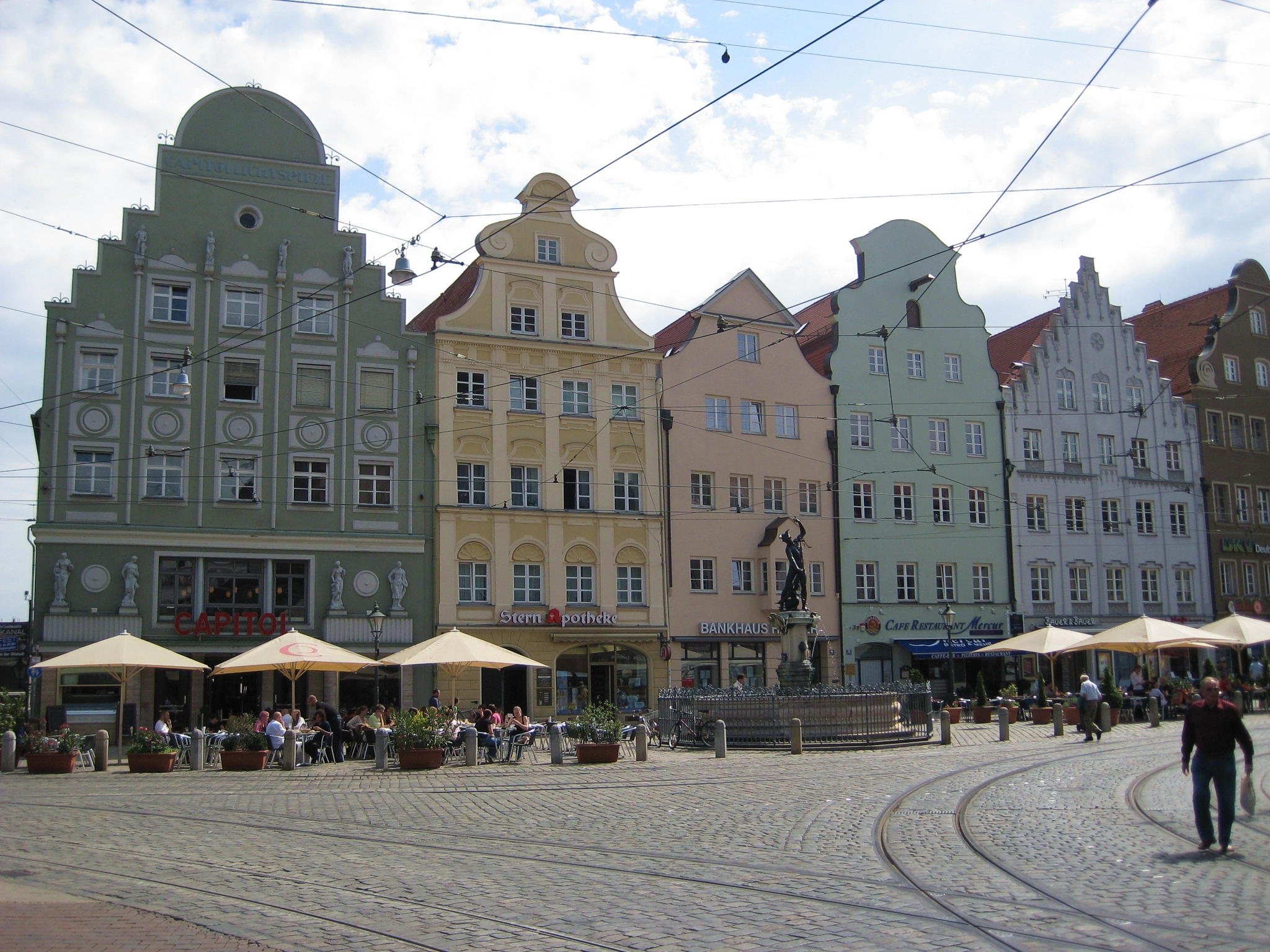
马克西米利安街与莫里茨广场交汇处

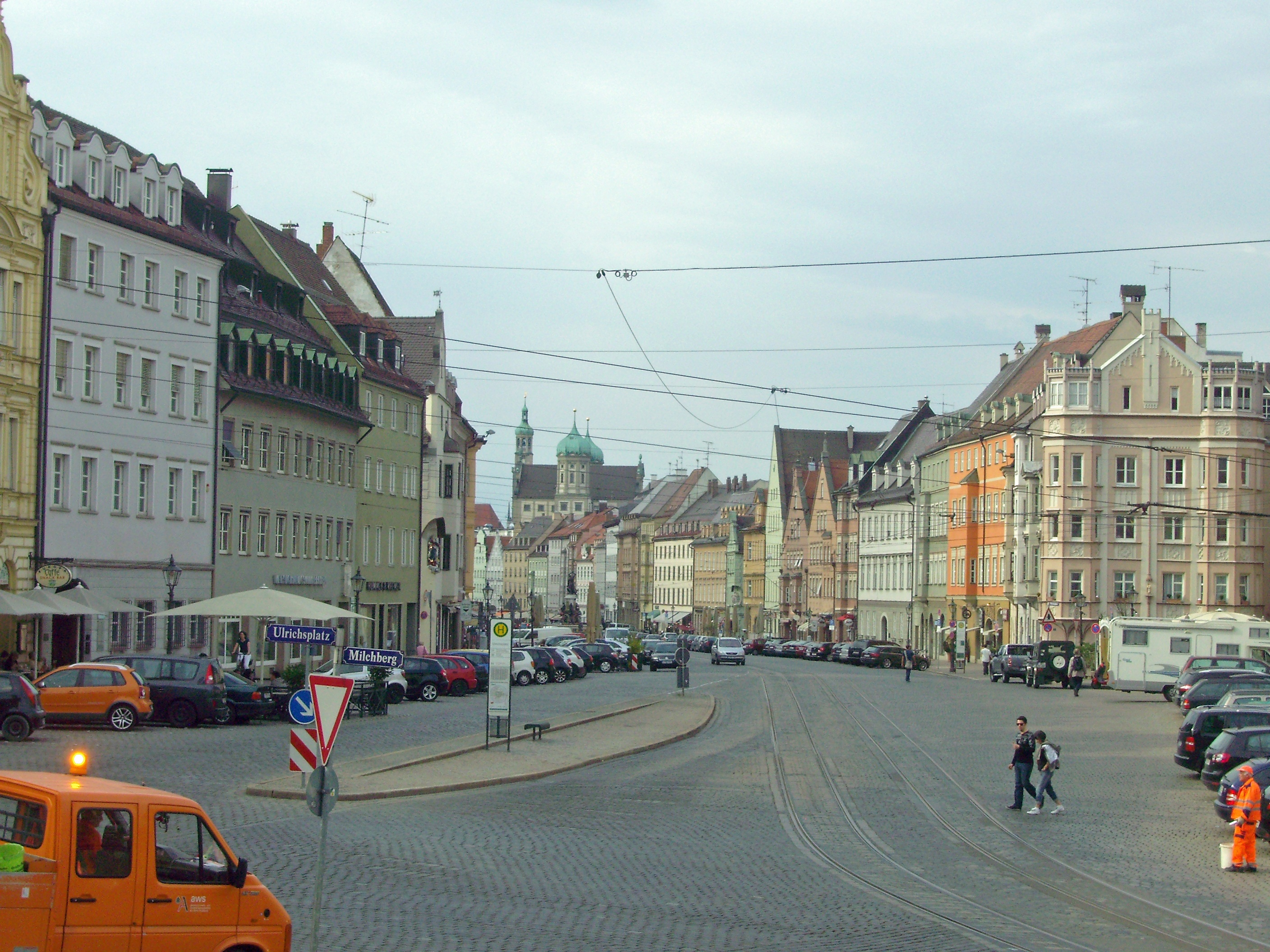
从南端看马克西米利安街，背景是市政厅和佩拉赫塔

马克西米利安街的起源可追溯到罗马时代。公元前15年在莱希河和韦尔塔赫河交汇处建立军营之后不久，开辟通往意大利的道路克劳迪亚·奥古斯塔之路（Via Claudia Augusta）。今天从奥格斯堡市政厅到墨丘利喷泉（Merkurbrunnen）的马克西米利安街就是其中的一段。这条道路很快成为罗马和雷蒂亚行省（Raetia）之间的主要贸易路线，一直到中世纪晚期。
16世纪，随着奥格斯堡逐渐兴起欧洲最强大的金融之都，贵族，银行家和商人在马克西米利安街兴建办公楼和住宅。由于地价高昂，沿路建筑的立面常常很窄，但是后面拥有进深极深的内院。例如建于18世纪的谢茨勒宫（Schaezlerpalais），宽度只有19米，而进深达到107米。

## 城市的文化中心

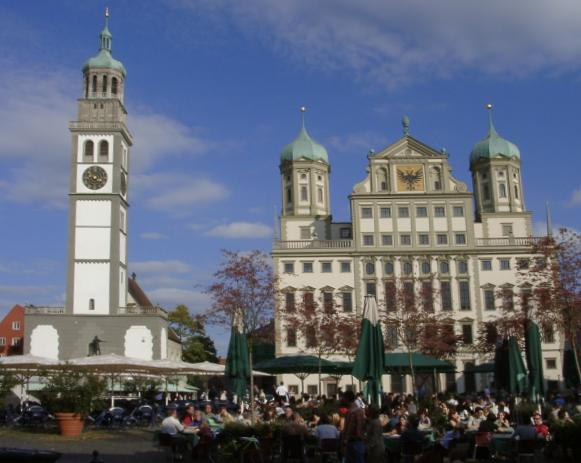
市政厅和佩拉赫塔

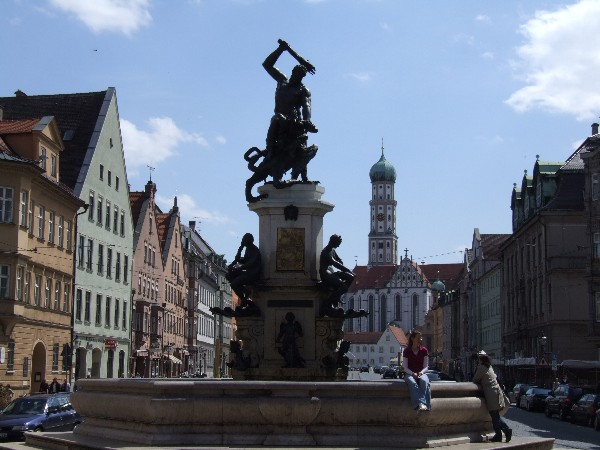
海格立斯喷泉

从艺术史的角度看，马克西米利安街是欧洲最有趣的街道之一，也是2000年古城奥格斯堡市石头的历史图画书，两边和谐地排列着哥特式、文艺复兴、洛可可、新古典主义的辉煌建筑。